# Damernas stafett i skidskytte vid olympiska vinterspelen 2014
Damernas stafett i skidskytte vid olympiska vinterspelen 2014 hölls på anläggningen Laura längdåknings- och skidskyttekomplex i närheten av Krasnaja Poljana, Ryssland, ca 60 km från Sotji den 21 februari 2014. Distansen var 4 × 5 km.

## Resultat
17 lag gjorde upp om guldet.
| Pl.  | Start- nummer | Land                                                                               | Tid                                       | Skjutningar (L+S)                        | Tidsmarginal |
| ---- | ------------- | ---------------------------------------------------------------------------------- | ----------------------------------------- | ---------------------------------------- | ------------ |
| 1    | 2             | Ukraina Vita Semerenko Julia Dzyma Valj Semerenko Olena Pidhrusjna                 | 1.10.02,5 16.56,4 17.16,3 17.40,9 18.08,9 | 0+1 0+4 0+0 0+1 0+0 0+0 0+0 0+3 0+1 0+0  | —            |
| 2    | 4             | Norge Fanny Welle-Strand Horn Tiril Eckhoff Ann Kristin Flatland Tora Berger       | 1.10.40,1 17.40,5 16.57,9 17.43,6 18.18,1 | 0+1 0+4 0+1 0+2 0+0 0+1 0+0 0+0 0+0 0+1  | +37,6        |
| 3    | 10            | Tjeckien Eva Puskarčíková Gabriela Soukalová Jitka Landová Veronika Vítková        | 1.11.25,7 17.54,2 16.30,6 18.42,4 18.18,5 | 0+7 0+7 0+2 0+2 0+0 0+2 0+3 0+2 0+2 0+1  | +1.23,2      |
| 4    | 6             | Belarus Liudmila Kalinchik Nadzeja Skardzina Nadzeya Pisarava Darja Domratjeva     | 1.11.33,4 18.39,0 17.38,3 18.02,1 17.14,0 | 0+4 1+4 0+2 1+3 0+0 0+1 0+2 0+0 0+0 0+0  | +1.30,9      |
| 5    | 8             | Italien Dorothea Wierer Nicole Gontier Michela Ponza Karin Oberhofer               | 1.11.43,3 16.49,7 18.46,0 18.06,5 18.01,1 | 1+5 0+4 0+2 0+1 1+3 0+3 0+0 0+0          | +1.40,8      |
| 6    | 14            | USA Susan Dunklee Hannah Dreissigacker Sara Studebaker Annelies Cook               | 1.12.14,2 17.02,6 18.08,3 17.55,6 19.07,7 | 0+7 0+6 0+2 0+1 0+3 0+3 0+0 0+0 0+2 0+2  | +2.11,7      |
| 7    | 7             | Kanada Rosanna Crawford Megan Imrie Megan Heinicke Zina Kocher                     | 1.12.21,5 17.20,7 17.41,7 17.38,1 19.41,0 | 0+6 2+6 0+2 0+1 0+2 0+2 0+0 0+0 0+2 2+3  | +2.19,0      |
| 8    | 12            | Schweiz Selina Gasparin Elisa Gasparin Aita Gasparin Irene Cadurisch               | 1.12.34,3 17.17,6 17.55,8 17.56,1 19.24,8 | 0+6 0+3 0+3 0+1 0+0 0+1 0+3 0+0          | +2.31,8      |
| 9    | 11            | Polen Krystyna Pałka Magdalena Gwizdoń Weronika Nowakowska-Ziemniak Monika Hojnisz | 1.12.34,4 19.39,0 17.06,8 17.21,7 18.26,9 | 4+5 0+3 4+3 0+1 0+0 0+1 0+2 0+0 0+0 0+1  | +2.31,9      |
| 10   | 1             | Tyskland Franziska Preuß Andrea Henkel Franziska Hildebrand Laura Dahlmeier        | 1.13.44,2 19.46,7 17.25,1 17.59,4 18.33,0 | 0+5 0+1 0+3 0+1 0+1 0+0 0+0 0+0          | +3.41,7      |
| 11   | 13            | Kazakstan Galina Vishnevskaya Jelena Chrustaljova Darya Usanova Marina Lebedeva    | 1.15.54,7 17.36,6 18.35,5 18.17,4 21.25,2 | 0+5 0+8 0+0 0+2 0+2 0+2 0+0 0+2 0+3 0+2  | +5.52,2      |
| 12   | 17            | Japan Fuyuko Suzuki Yuki Nakajima Miki Kobayashi Rina Suzuki                       | LAP 17.33,2 18.47,0 19.23,3 LAP           | 0+6 0+5 0+0 0+1 0+2 0+2 0+1 0+1 0+3 0+1  |              |
| 13   | 9             | Slovakien Jana Gereková Paulína Fialková Terézia Poliaková Martina Chrapánová      | LAP 17.51,3 18.57,7 19.48,0 LAP           | 4+11 1+8 0+2 1+3 1+3 0+2 3+3 0+0 0+3 0+3 |              |
| 14   | 16            | Kina Song Chaoqing Zhang Yan Tang Jialin Song Na                                   | LAP 18.40,2 18.41,1 18.40,0 LAP           | 0+6 0+5 0+1 0+2 0+2 0+0 0+0 0+1 0+3 0+2  |              |
| 15   | 15            | Estland Kadri Lehtla Grete Gaim Daria Yurlova Johanna Talihärm                     | LAP 18.03,8 19.14,8 19.58,1 LAP           | 0+5 1+8 0+2 0+1 0+1 0+1 0+2 1+3 0+0 0+3  |              |
|      | 5             | Frankrike Marie-Laure Brunet Marie Dorin Habert Anaïs Chevalier Anaïs Bescond      |                                           |                                          | DNF          |
| i.u. | 3             | Ryssland Jana Romanova Olga Zajtseva Ekaterina Shumilova Olga Viluchina            | 1.10.28,9 16.56,3 17.43,2 17.43,3 18.06,1 | 0+1 0+3 0+0 0+1 0+1 0+1 0+0 0+0 0+0 0+1  | +26,4        |

LAP = Varvades och fick inte fullfölja loppet
DNF = Kom inte i mål